# Міура Ацухіро
Міура Ацухіро (яп. 三浦 淳宏, нар. 24 липня 1974, Ойта) — японський футболіст.

## Виступи за збірну
1999 року дебютував в офіційних матчах у складі національної збірної Японії. Відтоді провів у формі головної команди країни 25 матчі.

## Статистика виступів
| Збірна Японії | Збірна Японії | Збірна Японії |
| Роки          | Ігри          | голи          |
| ------------- | ------------- | ------------- |
| 1999          | 5             | 1             |
| 2000          | 8             | 0             |
| 2001          | 3             | 0             |
| 2002          | 0             | 0             |
| 2003          | 1             | 0             |
| 2004          | 6             | 0             |
| 2005          | 2             | 0             |
| Усього        | 25            | 1             |

## Титули і досягнення
- У складі збірної:
  - Чемпіон Азії: 2000, 2004
- Клубні:
  - Володар Кубка Імператора: 1998, 2004